# Clubiona bukaea
Clubiona bukaea är en spindelart som först beskrevs av Alberto Barrion och James A. Litsinger 1995.  Clubiona bukaea ingår i släktet Clubiona och familjen säckspindlar.
Artens utbredningsområde är Filippinerna. Inga underarter finns listade i Catalogue of Life.